# Hilarographa vinsonella
Hilarographa vinsonella es una especie de polilla de la familia Tortricidae.
Fue descrita científicamente por Guillermet en 2013.